# William 1. af Skotland
William 1. af Skotland (Uilleam MacEanraig; mellemirsk Uilliam mac Eanric eller William the Lion (skotsk gælisk: Uilleam an Leòmhann) og med kælenavnet skotsk gælisk: Garbh, (ca. 1142 – 4. december 1214), var konge over Skotland 1165 til sin død i 1214. Hans 48 år lange styre er det næstlængste i Skotlands historie, og den længste blandt skotske monarker før Union of the Crowns i 1603.